# Ait Bélaid
Ait Bélaid é uma aldeia da Argélia, localizada na comuna de Beni Amrane, em wilaya de Boumerdès.